# Слінг

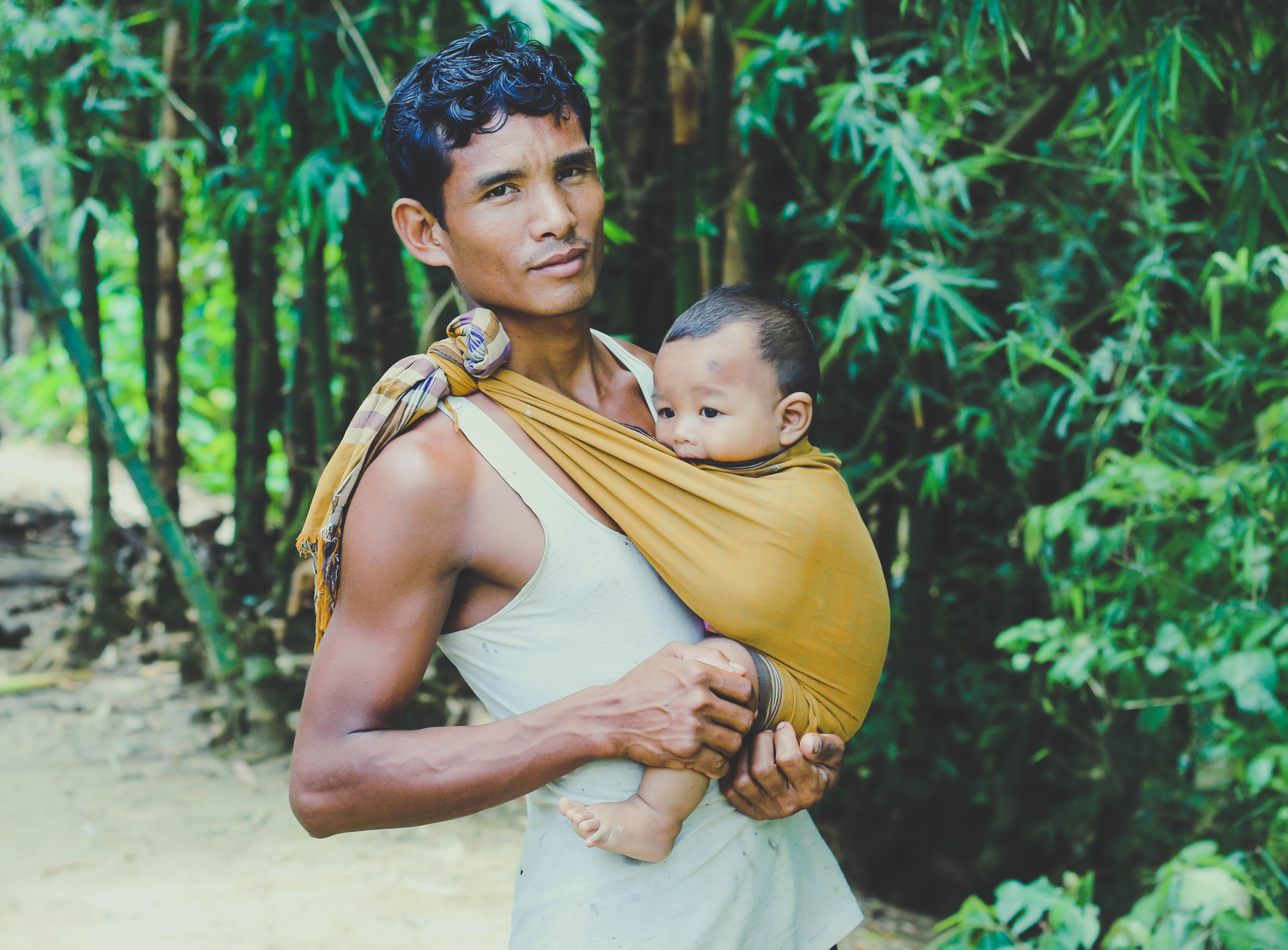
Батько з дитиною у слінгу з вузлом

Слінг (англ. baby sling, baby «немовля» + sling «перев'язь», «тканинний утримувач», «праща») — це тканинне пристосування для носіння дитини на тілі. Слінг дозволяє фізіологічно розташувати дитину, забезпечити комфорт і їй, і дорослій(-ому) завдяки оптимальному розподілу навантаження.
Дітей у носять від народження та до 2-3 років, існують слінги й для дітей 5-6+ років. Часто ними користуються для дітей з особливими потребами; прийомних, щоб сформувати прив'язаність та полегшити адаптацію; при подорожаї з дитиною; коли для гармонійного розвитку дитині потрібне відчуття близькості із дорослою(-им) і максимум тактильного контакту.

## Історія

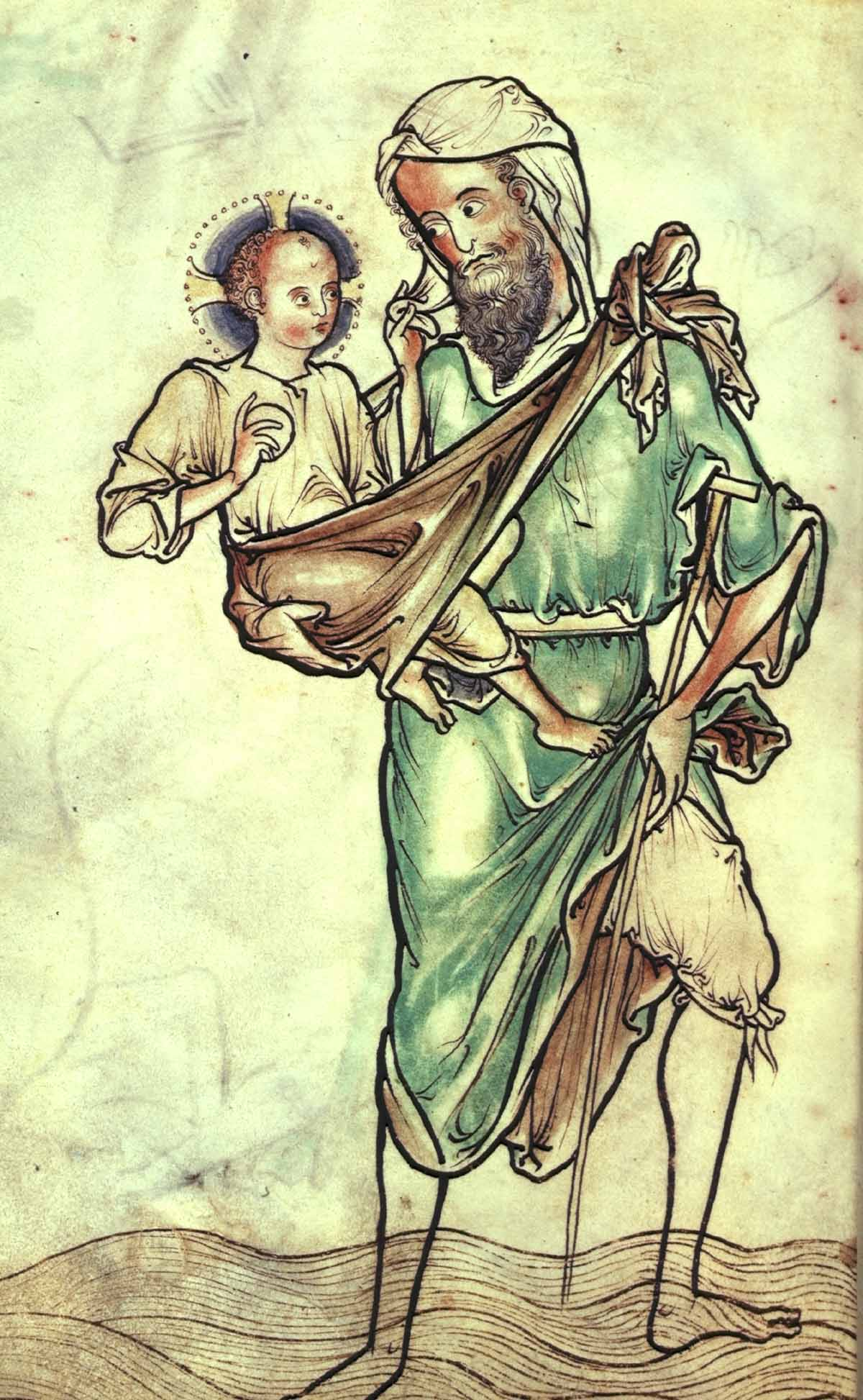
St. Christopher, з Westminster Psalter

Тканинні пристосування використовуються здавна, про це свідчать чисельні твори живопису. Майже усі народи мали свій слінг, у ньому не було потреби лише серед етносів, в яких створювалися полігамні сім'ї. Серед автентичних слінгів:
- поділ — на території України й Південно-Західної Росії;
- обрус — в окремих місцевостях України;[1]
- май-тай — перев'язь китаянок;
- ребозо — хустка на одне плече, що використовувалася на території Мексики й Південної Америки;
- сарі — традиційний жіночий одяг в Індії, в якому передбачено носіння дитини;
- онбухімо — у Японії;
- амауті — в ескімосів.

Федір Вовк зазначав, що такий спосіб перенесення дітей українські селянки застосовували рідко (принаймні в селі Поляни на Лемківщині).
Популярність слінга пішла на спад лише у XIX столітті, коли почали розповсюджуватися дитячі візки. Перший візок побачила еліта суспільства Великої Британії 1733 року. Його було створено, щоб знайомити спадкоємців з громадськістю та демонструвати статок й оригінальність інженерних рішень. Проте візок став розповсюджуватися й серед простих людей, адже асоціювався із престижем й статком.

## Види слінгів
Сучасні слінги мають різні варіації, більшість з яких є вдосконаленими версіями автентичних. Наприклад, слінг з кільцями і слінг-кишеня зроблені за принципом ребозо, відмінність полягає у відсутності громіздкого вузла. Фаст-слінг — варіація май-таю. Такі автентичні моделі, як онбухімо й май-слінг, майже не змінилися.
Існують і сучасні моделі без прообразів — слінг-шарф та фізіологічний рюкзак, май рюкзак та різні авторські гібриди. Популярні види:

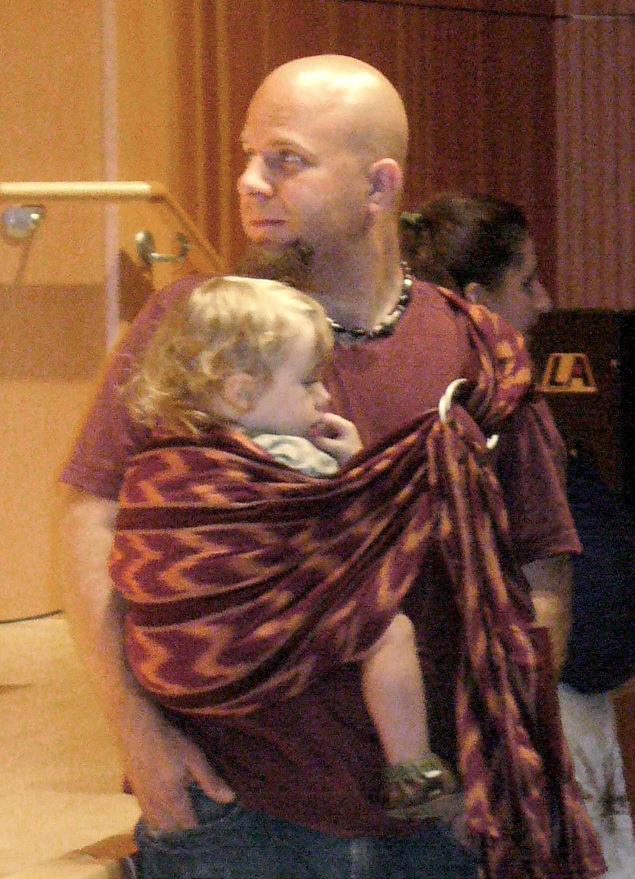
Слінг з кільцями

Слінг з кільцями (Ring Sling) — це слінг на одне плече, що є відрізом тканини (біля 2 метрів, має розмір для дорослих, що носять дитину), з одного боку якого приладнують 2 гладких кільця, з допомогою яких фіксується хвіст та регулюється щільність натягу тканини. Ппідходить як для новонароджених, так і для старших дітей. Можливі різні положення — горизонтальне («колиска»), вертикальне («жабкою»), на стегні, на боці та за спиною.
Слінг-шарф (Wrap) — відріз тканини довжиною до 5,2 м (бувають менші чи більші, підбираються по розміру одягу дорослих), шириною 50-80 см, яким дорослий і дитина обмотуються (є різні види намоток для новонароджених та старших дітей). Для новонароджених найбільш зручні моделі — з трикотажу та з домішками бамбука, шовку та інших складових, а для важких дітей цупкі тканини з домішками льону, коноплі або 100% бавовна. Тканину для слінгів-шарфів зазвичай тчуть спеціально, такі тканини мають подвійне діагональне плетіння (не тягнуться ні в ширину, ні в довжину, а лише по діагоналі). У шарфі можливі усі положення — вертикальне, горизонтальне, на стегні, на боці, за спиною. Досвідчені дорослі можуть носити одночасно кількох дітей (тандем). Для цього можуть бути використані спеціальні намотки чи кілька варіантів слінгу одночасно.

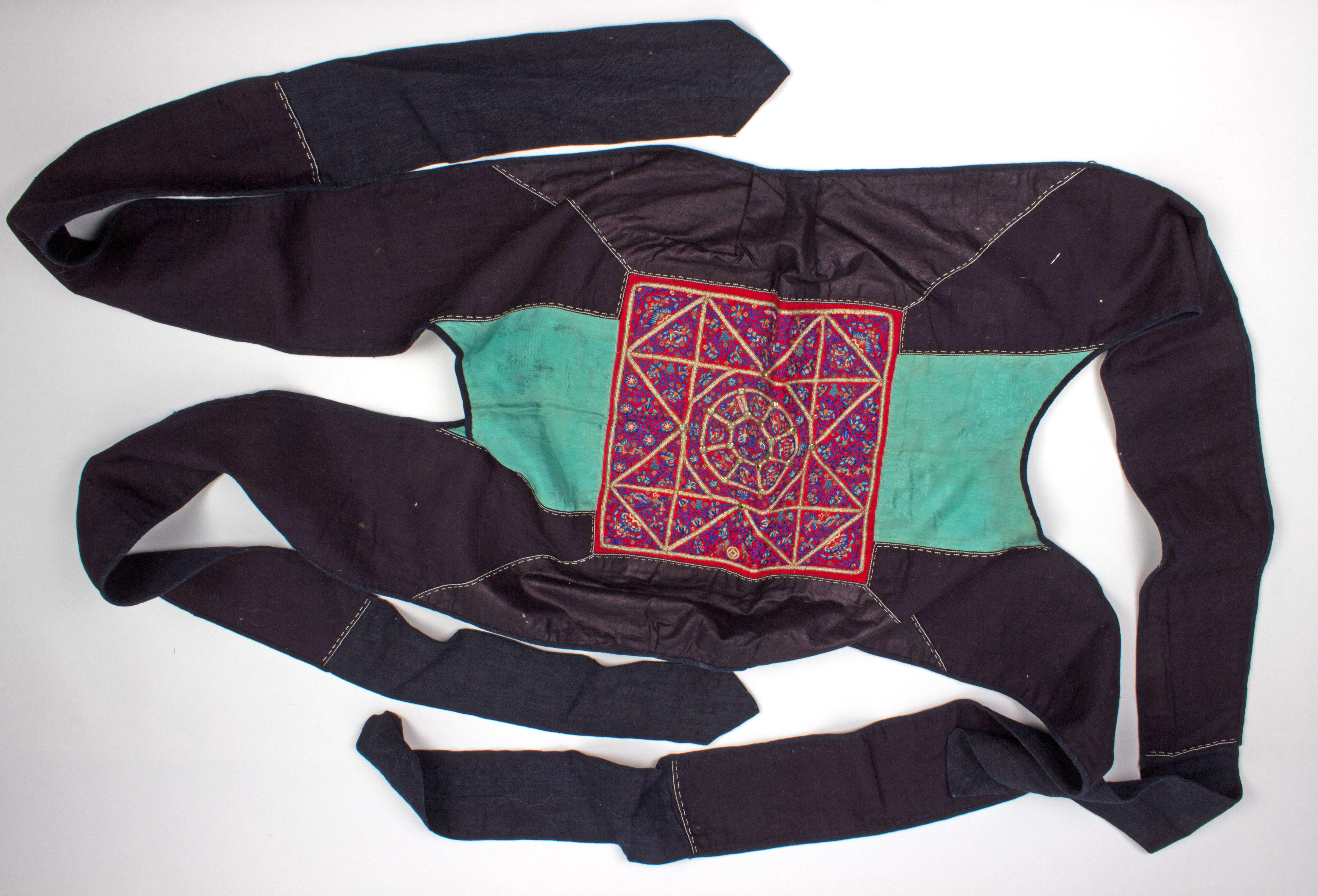
Мей тай слінг

Май-слінг (Mei Thai, Mei Tai) — прямокутник та 4 лямки. Нижні — короткі — зав'язують на талії, верхні — довгі — формують перехрест за спиною дорослого, потім перехрещуються на спині дитини, створюючи додаткову підтримку, далі лямки заводять за спину дорослого, вузол розташовується в районі попереку поряд з вузлом нижніх. Нижні лямки найчастіше шиють з пластиковими застібками (фастекси) та роблять спинку з регулюванням. Май-слінги мають різний крій та розміри, проте при правильно підібраній моделі їх можна носити з народження.
Фаст-слінг — схожий на май-слінг, але верхні лямки скорочені, що не передбачає формування перехрещення на спині дитини, також відсутній вузол, фіксація здійснюється фастексами. Рекомендується носити з віку самостійного сидіння.
Онбухімо (з японської — стрічка для носіння за спиною) — схожий на май-тай, але присутні лише 2 верхні лямки. У нижніх кутах прямокутника розташовуються кільця, через які протягуються лямки.

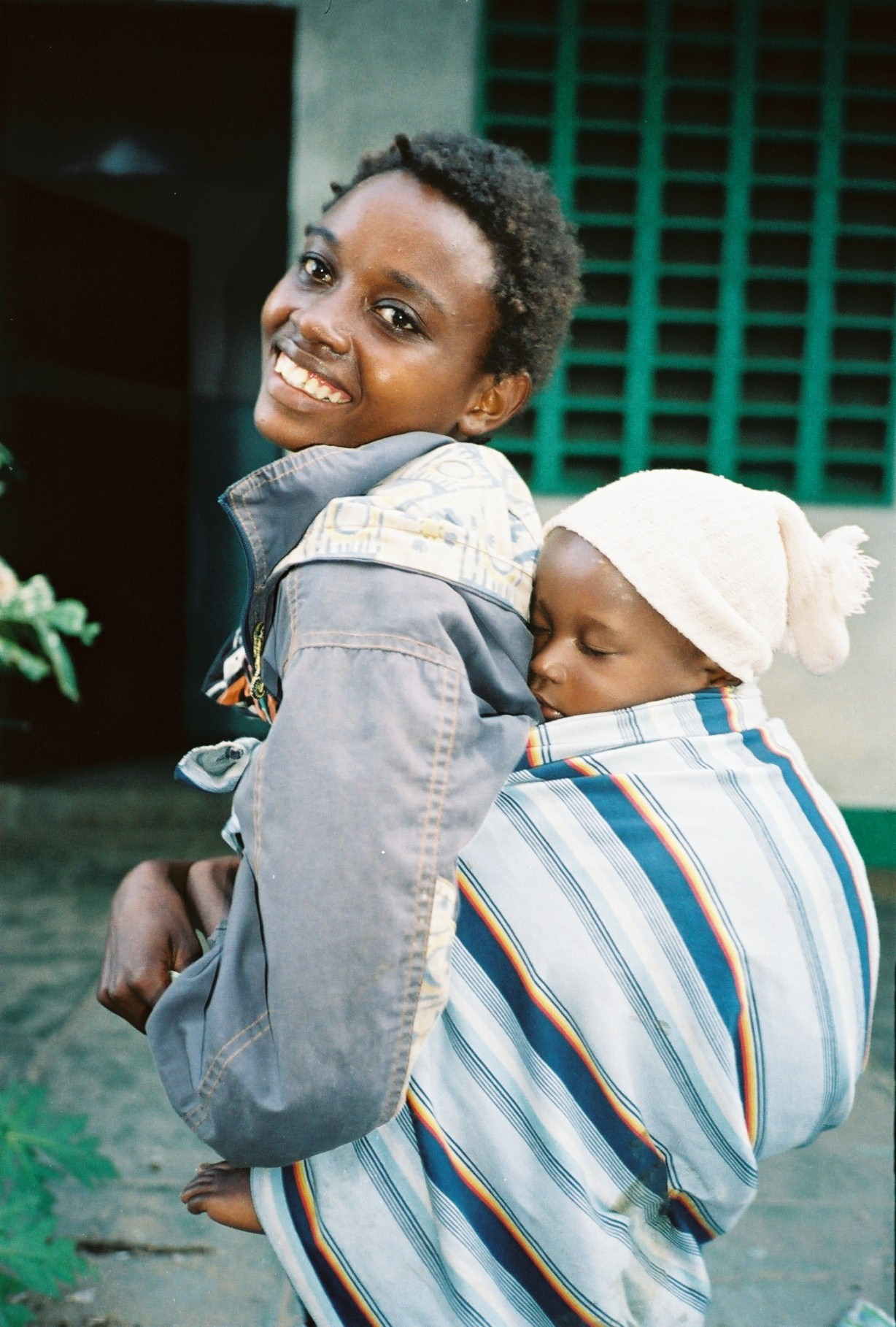
Молода мати, 2007

Фізіологічний (ергономічний) рюкзак — конструкція з широких об'ємних лямок, твердого поясу та прямокутника з тканини, де розташовується дитина. Забезпечує правильне положення дитини, не створює надмірного навантаження на нижній відділ хребта. Рюкзаки бувають з перехресними та паралельними лямками, розраховані на різну вагу та вік дитини.

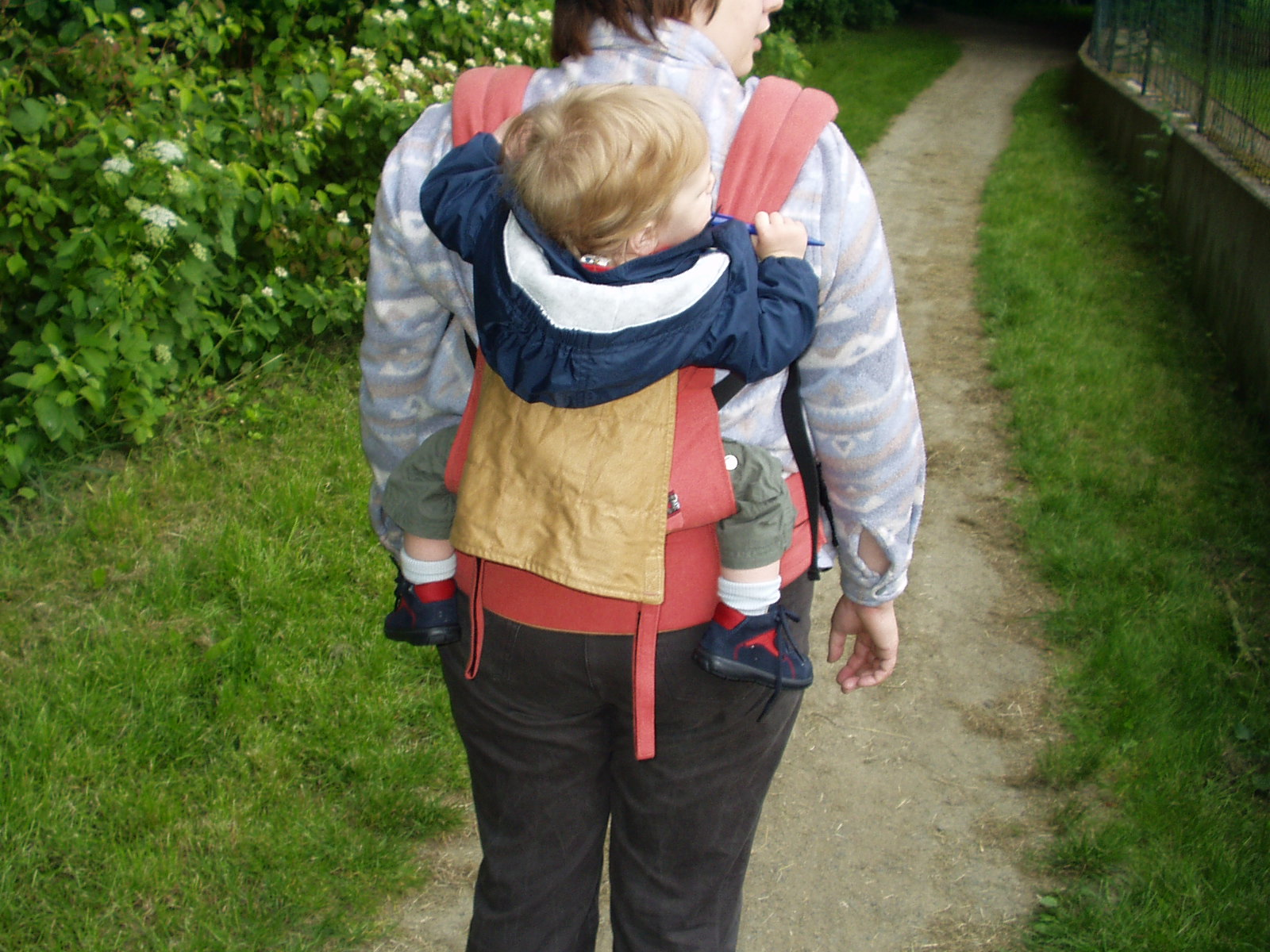
Ergo baby carrier

Класичний ергономічний рюкзак, в якому рекомендується носити дітей з віку самостійного сидіння, та адаптований ергономічний рюкзак: регулюється під дитину, зазвичай має другу точку кріплення та не створює натяг тканини в області попереку дитини. Підбирається індивідуально до ваги дитини. Зазвичай через цупкий пояс не бажано використовувати ергономічні рюкзаки жінкам одразу після пологів, краще зачекати кілька тижнів для відновлення їх організму.
Слінг-кишеня — труба з тканини з виточкою. Не потребує регулювання, однак необхідно підібрати виріб точного розміру.
Май-рюкзак — сучасний гібрид ергономічного рюкзака та май слінгу. Підбирається по вазі дитини. Через цупкий пояс варто зачекати кілька тижнів після пологів для відновлення організму жінки.

## Переваги й недоліки
Слінг дозволяє людині:

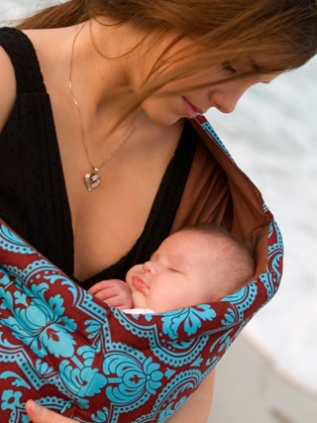
Слінг, зручний для годування груддю

- користуватися громадським транспортом, відвідувати магазини, музеї, гуляти вузькими вулицями з бруківки;
- без зусиль крокувати сходами;
- годувати груддю непомітно для оточуючих;
- мати вільні руки;
- виконувати нескладну хатню роботу з дитиною на руках;
- підтримувати щільний фізичний й психологічний контакт з дитиною, що сприяє її гармонійному розвитку.
- Носіння в слінгу у вертикальному положенні є профілактикою дисплазії кульшових суглобів.

Недоліки слінгу: 
- слінг не замінює автокрісло,
- існують обмеження щодо перевезення дітей у слінгах в авіатранспорті — більшість авіакомпаній вимагають, щоб дитину витягли зі слінга й зафіксували спеціальним дитячим ременем під час зльоту й посадки.
- освоєння деяких слінгів потребує часу й терпіння (регулювання слінгу з кільцями, використання довгого шарфа).

Існує думка, що слінг може негативно впливати на розвиток хребта дитини. Але кожна з модифікацій слінга забезпечує щільне притягнення й достатню бандажну підтримку спини, отже, дитина не сидить. Частіше за все, коли говорять про шкоду, мають на увазі засоби, які не є слінгами (рюкзак-кенгуру, сумка-банан).
При дотриманні техніки безпеки негативний вплив відсутній. 

## Як користуватися
У вертикальному положенні ноги дитини треба розвести й зігнути, коліна мають бути вище від тазу. У горизонтальному положенні треба слідкувати, щоб між підборіддям й грудьми дитини був простір. Ще один важливий фактор — достатньо щільний натяг полотна, який надійно фіксує дитину.